# Kościół ewangelicki w Kieżmarku

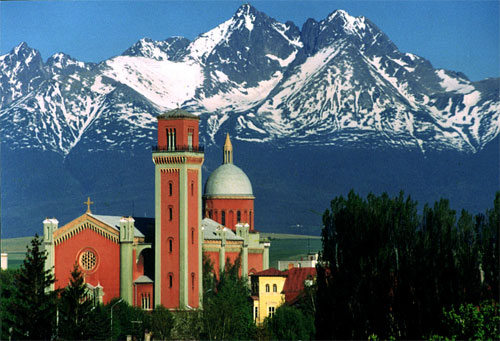
Nowy kościół ewangelicki w Kieżmarku na tle Wysokich Tatr

Kościół ewangelicki (tzw. nowy) – świątynia słowackiego Kościoła Ewangelickiego Konfesji Augsburskiej w Kieżmarku na Spiszu, w północnej Słowacji.

## Dzieje budowy
W drugiej połowie XIX w. kieżmarscy ewangelicy zdecydowali się na budowę nowego kościoła, bardziej reprezentacyjnego niż stary kościół „artykularny”. W 1870 r. delegacja parafii spotkała się z Teofilem Hansenem, Duńczykiem z pochodzenia, w tym czasie głównym architektem krajowym i profesorem architektury wiedeńskiej Akademii Nauk. Ten ofiarował jej swoje plany kościoła, tworzone (według tradycji) z myślą o którymś z krajów Orientu. Projekt zaskakiwał i ujmował swoim eklektyzmem: widać w nim było elementy romańskie, renesansowe, bizantyjskie, a nawet mauretańskie i arabskie. Nad całością dominowała wszechobecna symetria.
Teren pod budowę ofiarowało miasto (w przeszłości biegła tędy, wzdłuż murów obronnych Kieżmarku, miejska fosa). Uroczyste wmurowanie kamienia węgielnego miało miejsce w 1872 r. Budowę, którą prowadził miejscowy budowniczy Viktor Lazary, rozpoczęto w 1879 r., a w 1880 r. kościół był już nakryty dachem. Z braku funduszów dalszą budowę zatrzymano jednak na 11 lat, a potrzebne środki gromadzono m.in. drogą kwesty prowadzonej wśród ewangelików sąsiednich krajów. Obiekt ukończono i poświęcono dopiero 2 grudnia 1894 r.

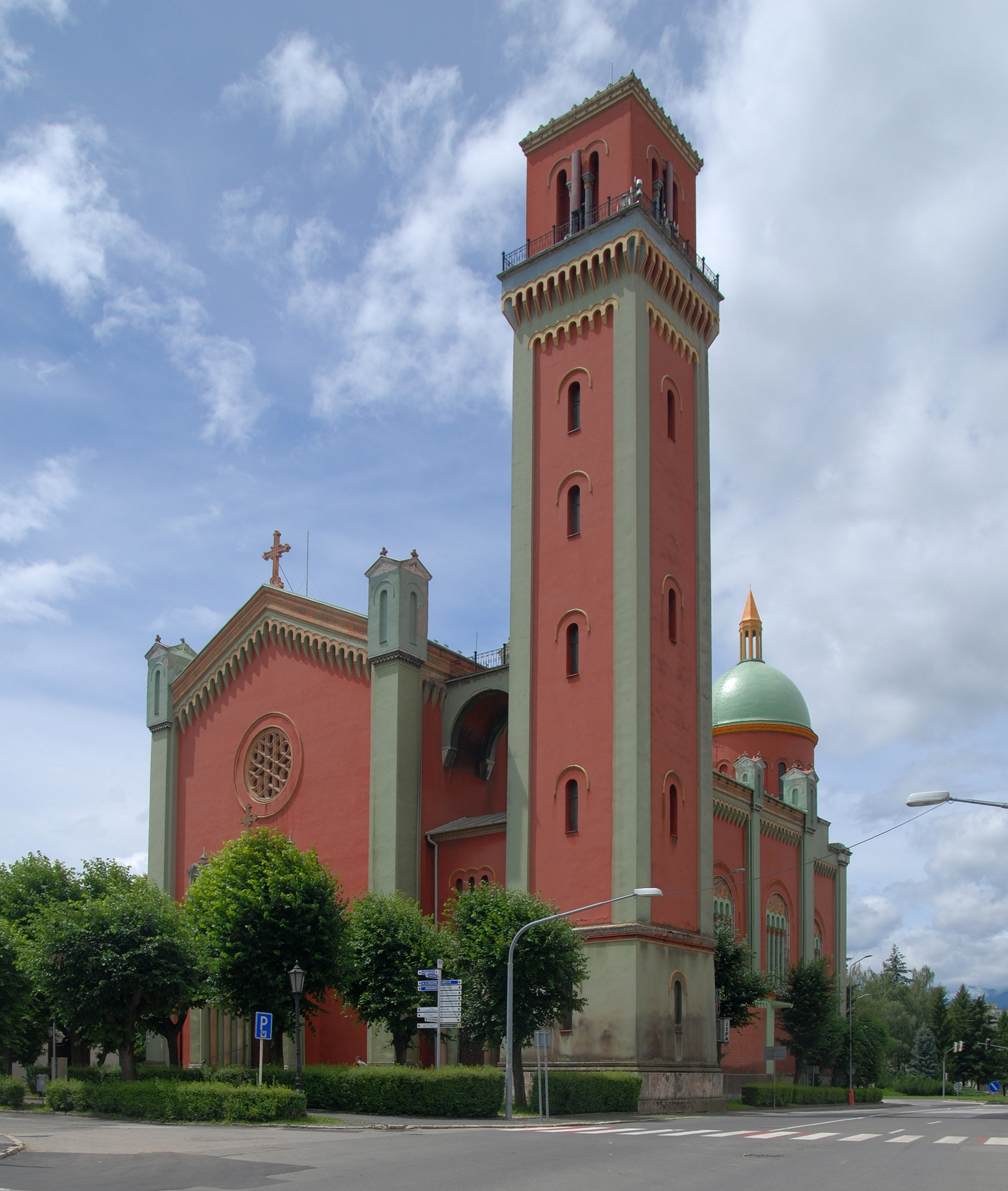
Elewacja frontowa
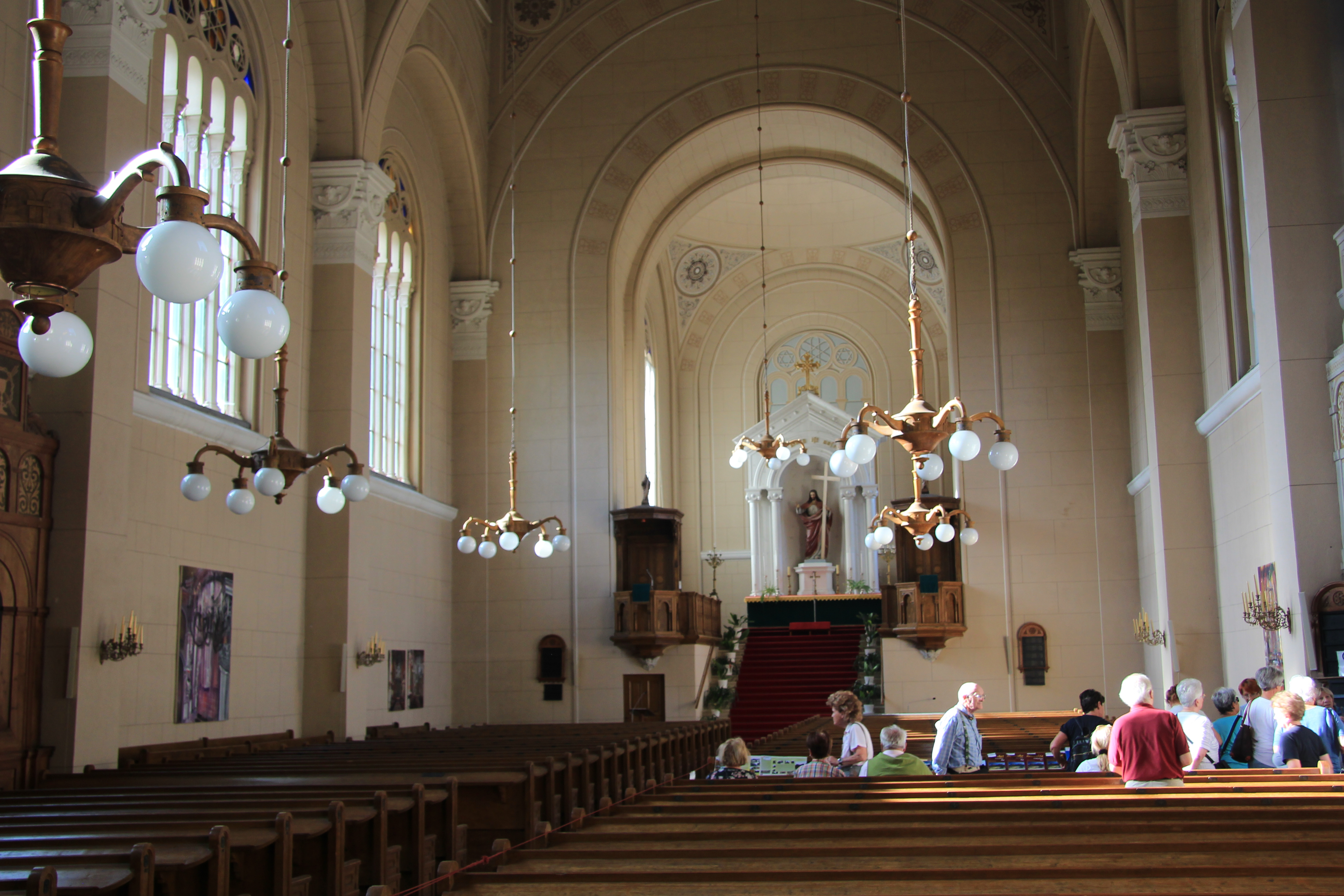
Wnętrze
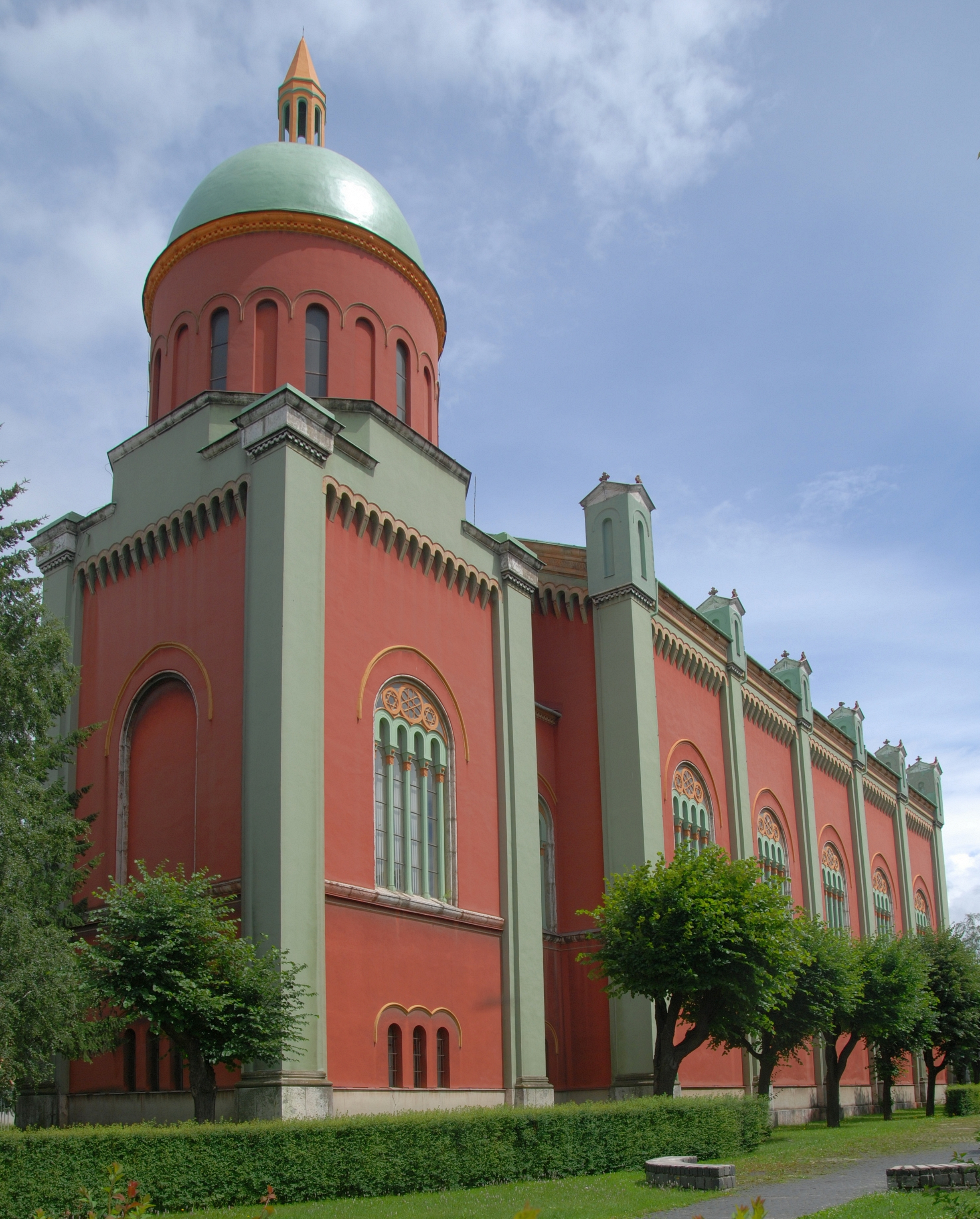
Elewacja tylna

## Charakterystyka kościoła
Kościół jest jednonawowy, orientowany odwrotnie niż zazwyczaj: wejście znajduje się od strony wschodniej, natomiast prezbiterium (znacznie podniesione w stosunku do poziomu nawy) – od strony zachodniej. Z niewiadomych dziś przyczyn nawę świątyni przedłużono w trakcie budowy o 10 m (jedno przęsło z oknem) w stosunku do pierwotnych planów. Dziś budowla ma 80 m długości i 20 m szerokości. Kopuła nad prezbiterium wznosi się na wysokość 33 m, a niesymetrycznie dostawiona wieża w formie kampanili na wysokość 42 m. Budowa drugiej (symetrycznej) wieży z uwagi na brak środków nigdy nie wyszła poza sferę planów.
W ołtarzu głównym znajduje się drewniana rzeźba Chrystusa Zmartwychwstałego z krzyżem. Podobne, mniejsze rzeźby, znajdują się na baldachimach obu ambon. Wnętrze jest bogato zdobione. Chór muzyczny podparty jest neoromańskimi kolumnami z czarnego tureckiego marmuru. Zainstalowane na nim organy, dumanuałowe, o 30 rejestrach, wykonała firma Rieger w 1894 r. Niedostatkiem świątyni jest słaba akustyka, którą pogarsza jeszcze otwarta kopuła nad prezbiterium. W nawie głównej i na chórze znajdują się miejsca dla ok. 900 wiernych.
Cały kościół od zewnątrz został wymalowany w charakterystycznych kolorach czerwonym i zielonym.
W 1909 r. do nawy dobudowano mauzoleum dla pochodzącego z Kieżmarku Emeryka Thökölyego – przywódcy antyhabsburskiego powstania kuruców i bojownika o swobody religijne protestantów, którego prochy sprowadzone zostały do miasta z Turcji w 1906 r. Nad wejściem do mauzoleum od strony nawy znajduje się herb rodu Thököly, a po jego obu stronach dwie figury zbrojnych kuruców. W mauzoleum znajduje się sarkofag z doczesnymi szczątkami Emeryka Thökölyego, kamień z jego pierwszego grobu w Izmicie oraz nowy nagrobek z płaskorzeźbą przedstawiającą zmarłego, którego autorem był rzeźbiarz Barnaba Holló.
W latach 1969 – 1972 przeprowadzony był gruntowny remont kościoła od zewnątrz, natomiast wnętrze zostało odnowione w latach 1989 – 1991.

## Zbór
Do końca II wojny światowej luteranie stanowili najliczniejszą grupę wyznaniową w Kieżmarku. Większość wiernych stanowili spiscy Niemcy, a nabożeństwa odprawiane były w języku niemieckim. Słowacki zbór ewangelicki ukonstytuował się tu dzięki staraniom proboszcza Ondreja Spišáka dopiero 28 kwietnia 1940 r. Gdy pod koniec II wojny światowej lub tuż po niej większość Niemców opuściła Spisz, kieżmarski Kościół Ewangelicki stał się prawie czysto słowacki, jednak spadł do roli mniejszościowej. Obecnie tutejszy zbór liczy (wraz z okolicznymi wsiami) ok. 800 wiernych.